# Citus
Citus war eine dänische Automarke.

## Unternehmensgeschichte
Das Unternehmen Fyens Cycle Værk aus Odense war ein Hersteller von Fahrrädern. 1900 begann die Produktion von Automobilen. Der Markenname lautete Citus. 1903 endete die Produktion.

## Fahrzeuge
Die Fahrzeuge waren als Dreirad und Vierrad lieferbar.